# 더미 호이

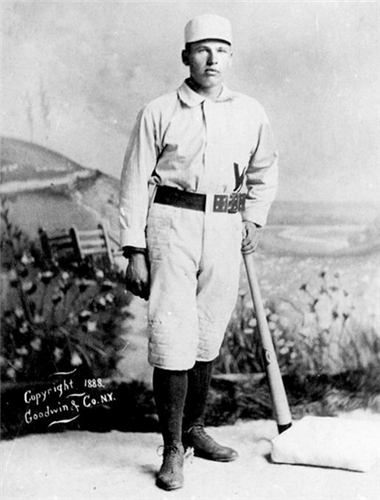

윌리엄 엘스워스 "더미" 호이(William Ellsworth "Dummy" Hoy, 1862년 5월 23일 ~ 1961년 12월 15일)는 메이저 리그 베이스볼(MLB)의 미국의 중견수이다. 1888년부터 1902년까지 여러 팀에 소속되어 경기에 임했으며, 그 중 저명한 팀으로 신시내티 레즈와 2개의 워싱턴 D.C. 프랜차이즈이다.
호이는 MLB 역사상 가장 기량이 많은 청각 장애 선수였다.

## 생애
오하이오주 호크타운(Houcktown)에 태어난 호이는 3살 때 수막염을 앓은 이후 청각 장애인이 되었다. 오하이오주 콜럼버스의 Ohio State School for the Deaf를 졸업하였다. 자신의 고향에서 신발수리점을 열었고 주말마다 야구를 즐겼으며 1886년 위스콘신주 오시코시에서 프로 야구 계약을 했다. 1888년 내셔널 리그의 워싱턴 내셔널즈와 더불어 호이는 투수 에드 던던(Ed Dundon), 투수 토머스 리치(Thomas Lynch)에 이어 메이저 리그의 세 번째 청각장애 선수가 되었다. 그는 당시 세계 최초로 야구경기에서 수신호를 사용한 것으로 알려져 있다.

## 참고 문헌
- Sandy, Steve; Miller, Richard. "No Dummy: William Ellsworth Hoy." Timeline, March–April 2000, pp. 48–53.
- Gould, Stephen Jay (2003). 〈The Amazing Dummy〉. 《Triumph and Tragedy in Mudville》. New York: W.W. Norton. ISBN 0-393-32557-1.